# Ponteceso
Ponteceso és un municipi de la província de la Corunya a Galícia. Pertany a la Comarca de Bergantiños. Està envoltat pels municipis de Cabana de Bergantiños, Carballo, Coristanco i Malpica de Bergantiños. És un municipi costaner, situat vora la ria de Corme i Laxe.
| 6.987 | 8.517 | 9.323 | 8.714 | 6.810 |
| Fonts: INE i IGE (Els criteris de registre censal variaren i les dades de l'INE i de l'IGE poden no coincidir.) |       |       |       |       |

## Parròquies
| - Anllóns (San Fins) - Brantuas (San Xián) - Cores (San Martiño) Corme Aldea (Santo Adrián) - Corme Porto (Nosa Señora dos Remedios) - Cospindo (San Tirso) - A Graña (San Vicenzo) | - Langueirón (San Xián) - Nemeño (San Tomé) - Niñóns (San Xoán) - Pazos (San Salvador) - Tallo (Santo André) - Tella (Santo Eleuterio) - Xornes (San Xoán) |

## Personatges Il·lustres
- Eduardo Pondal poeta i autor d'Os Pinos, actualment Himne de Galícia.
- Ramón Barreira y Pérez (1850-1936) emigrat a Uruguai on fundà en 1878 la Cambra de Comerç i l'empresa de pintures Granitol.